# Upsilon Scorpii
Désignations
Upsilon Scorpii (υ Sco / υ Scorpii) dans la Désignation de Bayer, est une étoile de la constellation du Scorpion. Elle porte également le nom habituel de Lesath'.

## Nomenclature
Lesath est le nom propre de Upsilon Scorpii / υ Sco approuvé par l’Union astronomique internationale (UAI). Emprunté sous la forme Alasha par Platon de Tivoli, Joseph Juste Scaliger a voulu l'expliquer par l'arabe لسعة l'asᶜa(t) qui pourrait s'entendre comme la « piqûre d'un scorpion », ce qui explique sa forme donnée dans l'Uranometria de Johann Bayer(1603), reprise par nombre de catalogues et relevée par Richard Allen (1899).
Le nom  s’explique par le terme اللتخة al-laṭḫa, « le petit amas, le petit nuage », par lequel les traducteurs arabes de la Μαθηματική σύνταξις de Ptolémée rendirent le grec συυτροφή, « amas, masse compacte », en référence à l'amas ouvert proche M7.
Upsilon Scorpii est Shargaz dans l’astronomie mésopotamienne. Nous pouvons en effet lire : šar-ùr u d.šar-gaz, soit « les dieux Sharur et Shargaz » pour λ et υ Sco, sur la tablette dite MUL.APIN, le premier traité d'astronomie trouvé à Ninive dans la bibliothèque d'Assurbanipal et datant au plus tard de 627 av. è. c. Sharur et Shargaz, dont la signification est à peu près identique pour les pour les deux noms, à savoir « Celle [l'Arme] qui écrase, détruit, etc. mille [ennemis] », sont, au départ, les symboles divinisées de différents dieux sumériens, qui cèdent tous la place à Babylone, à partir de la fin du 2e millénaire, au dieu suprême Marduk.

## Propriétés
""Upsilon Scorpii a une magnitude apparente +2,7 et est de type spectral B2. Elle est à environ 519 années-lumière de la Terre. Sa luminosité est égale à 12300 fois celle du Soleil tandis que sa température de surface vaut 22400 kelvins. L'étoile a un rayon 7,5 fois plus grand que celui du Soleil et une masse égale à 10 masses solaires. Étant donné sa masse, il est très probable que υ Sco terminera sa vie en naine blanche massive.